# 데미르히사르

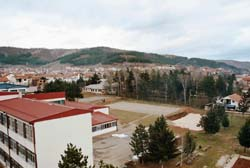
데미르히사르

데미르히사르(마케도니아어: Демир Хисар)는 마케도니아 공화국 남서부에 위치한 도시로 면적은 480km2, 인구는 9,497명(2002년 기준)이다.

시기
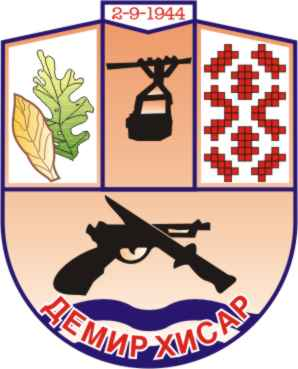
시 문장